# واين روبنز
واين روبنز (بالإنجليزية: Wayne Robbins)‏ هو كاتب أمريكي، ولد في 22 يوليو 1914 في ستيلووتر في الولايات المتحدة، وتوفي في 18 يناير 1958 في سبوكين في الولايات المتحدة.